# Pardosa plumipes
Pardosa plumipes este o specie de păianjeni din genul Pardosa, familia Lycosidae. A fost descrisă pentru prima dată de Thorell, 1875. Conform Catalogue of Life specia Pardosa plumipes nu are subspecii cunoscute.